# (14791) Atreus
(14791) Atreus (1973 SU) – planetoida z grupy trojańczyków okrążająca Słońce w ciągu 11,66 lat w średniej odległości 5,14 j.a. Odkryta 19 września 1973 roku.